# Stilostomellidae
Stilostomellidae es una familia de foraminíferos bentónicos de la superfamilia Stilostomelloidea, del suborden Buliminina y del orden Buliminida. Su rango cronoestratigráfico abarca desde el Campaniense (Cretácico inferior) hasta la Actualidad.

## Discusión
Clasificaciones previas incluían Stilostomellidae en el suborden Rotaliina y/o orden Rotaliida.

## Clasificación
Stilostomellidae incluye a los siguientes géneros:
- Carchariostomoides †
- Caveastomella †
- Myllostomella
- Nodogenerina
- Orthomorphina
- Siphonodosaria
- Stilostomella †
- Strictocostella
- Toddostomella †
- Unidens †

Otro género considerado en Stilostomellidae es:
- Sagrinnodosaria, aceptado como Siphonodosaria